# Hermann Mildenberger (Kunsthistoriker)
Hermann Mildenberger (* 29. April 1955 in Ludwigsburg) ist ein deutscher Kunsthistoriker.

## Leben
Hermann Mildenberger absolvierte ein Studium der Kunstgeschichte, Geschichte und Empirischen Kulturwissenschaft an der Eberhard-Karls-Universität Tübingen. Dieses beendete er mit dem Magister Artium 1980. Anschließend erhielt er ein Doktorandenstipendium der Studienstiftung des deutschen Volkes. Er promovierte in Kunstgeschichte (Dr. phil.) 1982. Von 1983 bis 1985 absolvierte er ein wissenschaftliches Volontariat am Landesmuseum Oldenburg. Von 1985 bis 1993 war er Dezernent am Landesmuseum für Kunst und Kulturgeschichte im Schloss Gottorf, Schleswig, zuletzt als stellvertretender Direktor (1993) und Lehrbeauftragter der Christian-Albrechts-Universität zu Kiel. 1993 wurde er zum Leiter der Graphischen Sammlung der Kunstsammlungen zu Weimar berufen. Diese Position bekleidete Mildenberger von 1993 bis 2021. Im Zuge der Fusion der Stiftung Weimarer Klassik und der Kunstsammlungen zu Weimar wurde er zum Leiter der Graphischen Sammlungen der (neu fusionierten) Klassik Stiftung Weimar ernannt. Außerdem war er Lehrbeauftragter der Friedrich-Schiller-Universität Jena; seit 2012 als Honorarprofessor dieser Universität.

## Mitgliedschaften und Gremien (Auswahl)
Mildenberger war Mitglied des Landessachverständigenausschusses für national wertvolles Kulturgut des Landes Thüringen ab 1997. Von 2001 bis 2018 war er dann auch Vorsitzender von diesem Ausschuss. Außerdem ist er seit 2018 Mitglied des Landessachverständigenausschusses für national wertvolles Kultur- und Archivgut des Landes Thüringen und Mitglied des Zentrums für Klassikforschung Weimar. Er ist auch Mitglied der Société de l’Histoire de l’art francais in Paris und Gründungsmitglied der Società dei Dilettanti in Weimar sowie Vorstandsmitglied der Georg-Tappert-Stiftung, Schloss Gottorf.

## Auszeichnungen
- 2021 erhielt Mildenberger die Verdienstmedaille in Gold des Hauses Sachsen – Weimar – Eisenach.

## Wissenschaftliche Tätigkeit
Mildenbergers Publikationen und Ausstellungen befassen sich überwiegend mit der europäischen Kunstgeschichte des 18. bis 20. Jahrhunderts. Deutlicher Schwerpunkt seiner Veröffentlichungen ist die Goethezeit – mit Klassizismus und Romantik. Die Erschließung der reichen Weimarer Graphischen Sammlungen durch Ausstellungstourneen, wobei meist die Begleitpublikationen Ausstellungs- und Bestandskataloge gleichzeitig darstellen. Im Zentrum stehen die von ihm initiierten, konzipierten und betreuten Wanderausstellungen „Im Blickfeld der Goethezeit“, verbunden mit sechs Einzelbänden zu Teilbeständen der Graphischen Sammlungen. Eine Reihe vergleichbarer Publikationen entstand in anderer Ausstattung im Rahmen individueller Ausstellungskooperationen mit in- und ausländischen Museen. Monographische Schwerpunkte bilden Werkverzeichnisse und Studien zu Johann Baptist Seele (1774 – 1814) und insbesondere Johann Heinrich Wilhelm Tischbein (1751 – 1829), dem sogenannten „Goethe – Tischbein“, als zentrales Thema, Forschungen zur Zeichenkunst von Johann Wolfgang von Goethe, zu Jakob Philipp Hackert, Asmus Jacob Carstens, Gottlieb Schick, Angelika Kauffmann, Friedrich Bury, Franz Horny, Carl Friedrich von Rumohr, Heinrich Reinhold, Johann Christian Reinhart. In der französischen Kunst Studien zum deutsch – französischen Kulturtransfer und zu Jean Laurent Mosnier, Victor Hugo, Paul Landowski. In der englischen Kunst Studien zu Charles Gore im Austausch mit Jakob Philipp Hackert und Weimar. In der italienischen Kunst Studien zu Livio A. Retti und Giuseppe Bossi. Studien und Ausstellungen zu den Mehrfachbegabungen in den Künsten, dem Spannungsfeld von Bild und Wort.

## Editionen und Monographien (Auswahl)
(Quelle: )
- Der Maler Johann Baptist Seele (1774 – 1814). Tübingen 1984.
- Johann Heinrich Wilhelm Tischbein. Goethes Maler und Freund. Neumünster 1986.[11]
- Paul Landowski. Bildhauerzeichnungen. Les Dessins du Sculpteur. Kunstsammlungen zu Weimar (in Kooperation mit dem Musée des Années 30, Boulogne-Billancourt), Berlin 1996.
- Betreuung und Konzeption der Reihe Im Blickfeld der Goethezeit (6 Bände):
- Im Blickfeld der Goethezeit I. Aquarelle und Zeichnungen aus dem Bestand der Kunstsammlungen zu Weimar. (= Ausst.Kat. Kunstsammlungen zu Weimar, Germanisches Nationalmuseum Nürnberg 1997/99).
- Mit Hanna Hohl, Hinrich Sieveking: Im Blickfeld der Goethezeit II. Franz Theodor Horny. Ein Romantiker im Lichte Italiens. (= Ausst.Kat. Kunstsammlungen zu Weimar, Hamburger Kunsthalle 1998/99).
- Mit Ursula Verena Fischer Pace, Sonja Brink, Lea Ritter-Santini: Im Blickfeld der Goethezeit III.  Geheimster Wohnsitz Goethes italienisches Museum. (=Ausst.Kat. Kunstsammlungen zu Weimar, Liechtensteinische Staatliche Kunstsammlung, Vaduz, Haus der Kunst München, 1999/2000).
- Mit Dieter Graf: Im Blickfeld der Goethezeit IV.  Chiaroscuro Italienische Farbholzschnitte der Renaissance und des Barock. (= Ausst. Kat. Casa di Goethe, Rom, Kunstsammlungen zu Weimar 2001).
- Mit David Mandrella, Benjamin Peronnet, Pierre Rosenberg: Im Blickfeld der Goethezeit V. Von Callot bis Greuze Französische Zeichnungen des 17. bis 18. Jahrhunderts. (= Ausst.Kat. Stiftung Weimarer Klassik und Kunstsammlungen, The Frick Collection, New York, Musée Jacquemart-André, Paris, 2005/06).
- Mit Serena Zanaboni, Fernando Mazzocca, Francesca Tasso, Reinhard Wegner: Im Blickfeld der Goethezeit VI. Von Leonardo fasziniert Giuseppe Bossi und Goethe. (= Ausst. Kat. Klassik Stiftung Weimar (in Kooperation mit dem Castello Sforzesco, Milano) 2016).
- Mit Hans Dickel, Uwe Fleckner: Arkadische Welten Pablo Picasso und die Kunst des Klassizismus. (= Ausst.Kat. Stiftung Weimarer Klassik und Kunstsammlungen 2003).
- Johann Wolfgang Goethe Reineke Fuchs. Mit Aquarellen und Auszügen aus der >Gänsegeschichte< von Johann Heinrich Wilhelm Tischbein. Frankfurt am Main und Leipzig 2004.
- Mit Margarete Oppel, Hinrich Sieveking: Johann Heinrich Wilhelm Tischbein. Der Maler als Poet. (= Ausst.Kat. Klassik Stiftung Weimar, Casa di Goethe, Rom, Jenisch Haus, Hamburg 2006/07 sowie gleichzeitig PATRIMONIA 274 Kulturstiftung der Länder/Klassik Stiftung Weimar, Berlin/Weimar 2006). Teilübersetzung in italienischer Sprache: Johann Heinrich Wilhelm Tischbein Il pittore poeta, Casa di Goethe, Rom 2006.
- Goethe collezionista e il disegno veneto del Settecento. Capolavori dalle raccolte di Weimar. Der Sammler Goethe und die venetischen Zeichnungen des 18. Jahrhunderts. Meisterwerke aus den Weimarer Sammlungen (= Ausst.Kat. Castello Sforzesco, Milano, Klassik Stiftung Weimar 2009).
- Mit Javier Arnaldo: Johann Wolfgang Goethe Landschaftszeichnungen. Frankfurt am Main und Leipzig 2009.
- Mit Wolfgang Holler: Leise Superlative Alexander Olbricht und Marcus Behmer. (= Ausst.Kat. Klassik Stiftung Weimar 2010).
- Mit Giulia Bartrum, Daniel Godfrey, Hinrich Sieveking: Wahlverwandtschaften Eine englische Privatsammlung zur Kunst der Goethezeit. Contemporary Editions, London (= Ausst.Kat. Klassik Stiftung Weimar 2013).
- Mit Bernard Degout, Pierre – Yves Guice: Goethe & Chateaubriand Regards croisés devant les paysages. Blicke die sich in der Landschaft begegnen. (= Ausst.Kat. Domaine départemental de la Vallée-aux-Loups parc et maison de Chateaubriand, Hauts-de-Seine 2018).
- Mit Andreas Stolzenburg, Markus Bertsch: Heinrich Reinhold. Der Landschaft auf der Spur. (= Ausst.Kat. Hamburger Kunsthalle 2018/19).
- Mit Gaelle Rio, Christophe Leribault: L´Allemagne romantique 1780 – 1850. Dessins des musées de Weimar. (= Ausst.Kat. Petit Palais musées des Beaux – Arts de la Ville de Paris 2019).
- Von Delacroix bis Warhol Schenkungen von Wilhelm Winterstein. (= Ausst. Kat. Klassik Stiftung Weimar 2020).
- Mit Annette Seemann, Stephan Dahme: Die andere Seite Das Phänomen der Mehrfachbegabung in den Künsten. Frankfurt am Main 2021.